# Калиманци (Благоевградская область)
Калиманци (болг. Калиманци) — село в Благоевградской области Болгарии. Входит в состав общины Сандански. Находится примерно в 20 км к юго-востоку от центра города Сандански и примерно в 70 км к юго-востоку от центра города Благоевград. По данным переписи населения 2011 года, в селе  проживало 212 человек, преобладающая национальность — болгары.

## Население
| Год     | 1934 | 1946 | 1956 | 1965 | 1975 | 1985 | 1992 | 2001 | 2011 |
| ------- | ---- | ---- | ---- | ---- | ---- | ---- | ---- | ---- | ---- |
| Жителей | 515  | 670  | 787  | 644  | 546  | 450  | 371  | 294  | 212  |

|  |